# NetLogo
NetLogo è un linguaggio di programmazione agent-based oltre che un IDE (Integrated Development Environment), il quale fornisce un ambiente completo per lo sviluppo NetLogo, dall'implementazione del modello simulativo alla creazione dell'interfaccia grafica di supporto alla simulazione.